# Andy Pelmard
Andy Joseph Pelmard (ur. 12 marca 2000 w Nicei) – francuski piłkarz gwadelupskiego pochodzenia występujący na pozycji obrońcy we szwajcarskim klubie FC Basel. Wychowanek ASBTP, w trakcie swojej kariery grał także w OGC Nice. Młodzieżowy reprezentant Francji.